# 弗努耶迪拉泽斯
弗努耶迪拉泽斯（法語：Fenouillet-du-Razès，法語發音：[fənujɛ dy ʁazɛs] ⓘ）是法国奥德省的一个市镇，属于利穆区。

## 地理
弗努耶迪拉泽斯（43°9'26"N, 2°1'43"E）面积7.22 平方千米，位于法国奧克西塔尼大區奥德省，该省份为法国南部沿海省份，北起塔恩省，西北接上加龙省，西接阿列日省，南至东比利牛斯省，东临地中海，东北与埃罗省接壤。
与弗努耶迪拉泽斯接壤的市镇（或旧市镇、城区）包括：布雷济亚克、拉库尔泰特、方若、费朗、乌努、马兹罗勒迪拉泽斯、奥尔桑。

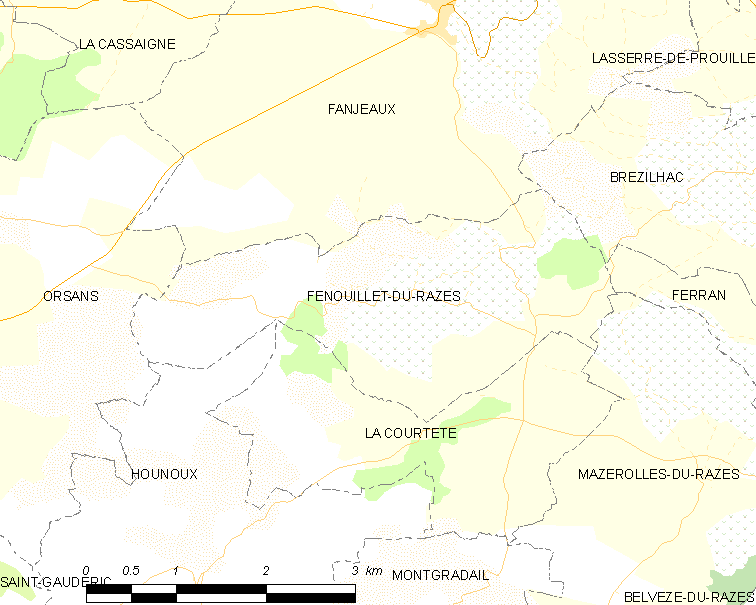
弗努耶迪拉泽斯的OSM定位图

弗努耶迪拉泽斯的时区为UTC+01:00、UTC+02:00（夏令时）。

## 行政
弗努耶迪拉泽斯的邮政编码为11240，INSEE市镇编码为11139。

## 政治
弗努耶迪拉泽斯所属的省级选区为拉皮耶日欧拉泽斯县。

## 人口

1962-2008年间弗努耶迪拉泽斯人口变化图示

弗努耶迪拉泽斯于2022年1月1日时的人口数量为76人。